# Freek de Jong
Freek de Jong (Deil, 1 oktober 1980) is een Nederlandse amateur veldrijder die tussen 1991 en 2019 15 keer Nederlands kampioen veldrijden, onder andere bij de jeugd en bij de masters (40+) werd. Hij is de oom van wielrenner Thymen Arensman.

## Erelijst
1990-1991
1991-1992
1992-1993
1993-1994
1994-1995 (2 maal, categorie 7 van de jeugd en bij de Nieuwelingen)
1995-1996
2002-2003
2003-2004
2006-2007
2007-2008
2012-2013
2013-2014
2014-2015
2019-2020